# Археписьмо
Археписьмо (фр. archi-ecriture) или прото-письмо — термин в философии Ж. Деррида, обозначающий движущий импульс процесса бесконечного замещения знаков, их постоянного перекодирования, непрестанного порождения значимых различий. Деррида ввёл термин в своём труде «О грамматологии». Археписьмо в первую очередь несёт в себе предпосылки для создания коммуникации и поиска глубинной смысловой истины. Функцией археписьма можно назвать указание на нераскрытые места и нюансы текста. Археписьмо является идеальной моделью, управляющей всеми знаковыми системами, и в том числе устной речью.

## Появление археписьма у Ж. Деррида
Данный термин появился у Ж. Деррида, потому что субстанциональным свойством текста философ считал загадочность, непонятность. Деррида полагает, что само слово уже некоторым образом является письмом (согласно его пониманию сущности «археписьма»). Он утверждает, что языка, который не был бы так или иначе связан с письмом, не существует, так как сам процесс говорения— это уже «археписьмо». Также можно сказать, что археписьмо обозначает под собой всякую фиксация различий, «все то, что делает возможной запись как таковую». Таким образом, можно сказать, что археписьмо способствует естественной демократизации письма. Язык приобретает безраздельную власть, деконструкция обнажает риторическую основу текста, тем самым восполняя самосознание, вносит элемент двойственности, саморефлексии.
Деррида утверждает, что даже после самой радикальной и смелой интерпретации текст не будет до конца разобран, в нем останется то, что не уложится в толкование. Таким образом, почва для новых интерпретаций будет сохраняться снова и снова. Деррида полагает, что в исходной множественности смыслов, интерпретаций и находится природа истины, не сводимая ни к каким центрам, структурам.

## «Археписьмо» или «прото-письмо»
В некоторых изданиях переводчики останавливаются на написании термина Деррида как «архЕ-письмо», некоторые используют вариант «архИ-письмо», но существует также и третий вариант перевода — «прото-письмо». Разница в написании связана с тем, что в русском языке значения единого греческого «архэ» разошлись, и в результате «архи» («самый», «главенствующий») и «архе» («начальный», «древний») превратились в разные слова. «Архи-письмо» по значению больше склоняется к обозначению «главного» письма, занимающего «главенствующее положение». «Архе-письмо» же обозначает под собой «первоначальное» письмо. Многие русские исследователи пишут «архЕписьмо», так как этот вариант более обоснован по смыслу, однако он менее удачен в языковом плане. Некоторые издания останавливаются на нейтральном варианте «прото-письмо».